# Scheibenblumengewächse
Die Scheibenblumengewächse (Cyclanthaceae) sind eine Pflanzenfamilie in der Ordnung der Schraubenbaumartigen (Pandanales). Ihre Verbreitung ist neotropisch. In Ecuador, wo der Panamahut eigentlich herkommt, verwendet man den Trivialnamen „Toquilla“.

## Beschreibung

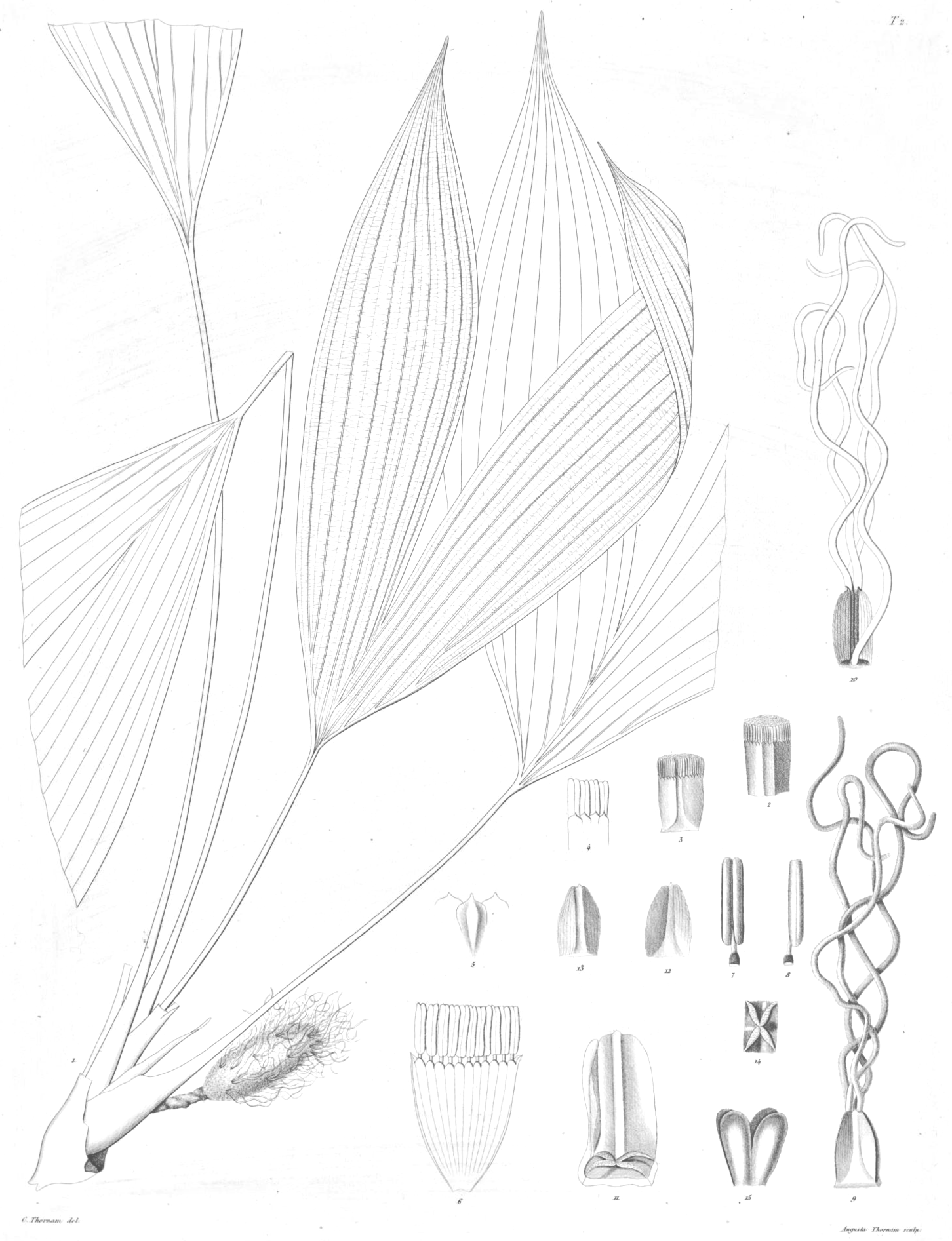
Illustration von Asplundia utilis

Die zweiteiligen, wedelförmigen Laubblätter von Asplundia insignis

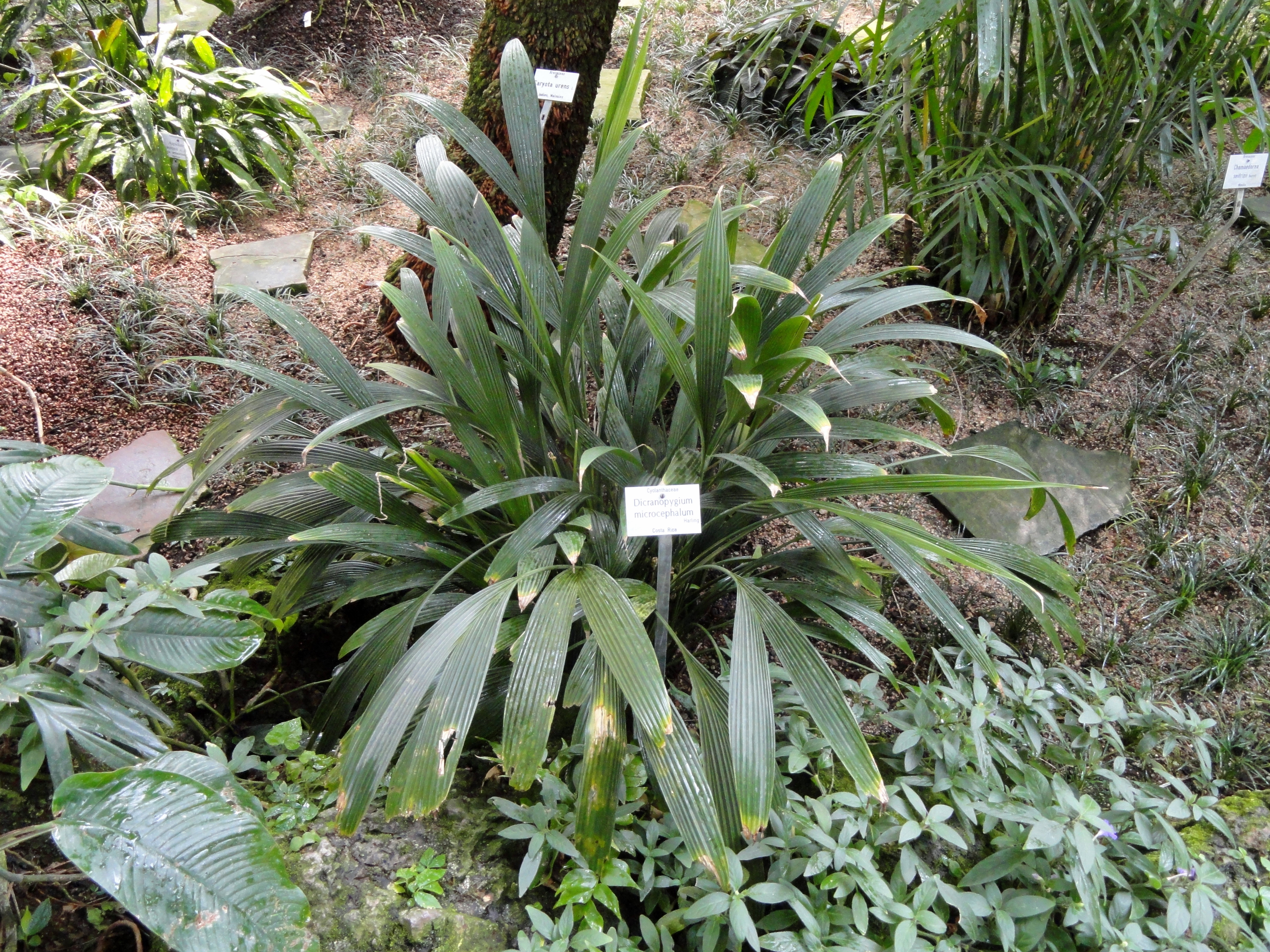
Habitus von Dicranopygium microcephalum

Die morphologischen Ähnlichkeiten mit den Arecaceae und Araceae spiegeln keine Verwandtschaft wider.

### Habitus und Laubblätter
Es sind selten verholzende Pflanzen: Sträucher oder Lianen oder meistens ausdauernde krautige Pflanzen. Sie wachsen selbständig aufrecht oder sie klettern; manche Arten sind Epiphyten. Die einfache bis verzweigte Sprossachse ist sehr kurz bis lang, aber schlank. Manche Arten bilden ein Rhizom.
Die Laubblätter sind wechselständig und spiralig bis zweizeilig angeordnet. Die Laubblätter sind in Blattscheide, Blattstiel (selten fehlt ein Blattstiel) und Blattspreite gegliedert. Bei voll ausgebildeten Blättern sind die Blattscheiden offen. Die krautigen oder ledrigen Blattspreiten sind einfach oder meist geteilt. Wenn sie geteilt sind, dann sind es palmenähnliche Fächerblätter (palmat) oder bei Cyclanthus bipartitus zweigeteilte (bifid).

### Blütenstände und Blüten
Sie sind einhäusig getrenntgeschlechtig (monözisch). Sehr wenige bis sehr viele Blüten stehen in einem end- oder seitenständigen, gestielten, unverzweigten Blütenstand, hier Kolben (Spadix) genannt, zusammen, der im knospigen Zustand von meist zwei bis vier (selten bis elf) Spatha (Hochblatt) umhüllt ist. Die Spatha variieren in Größe, Form und Farbe: grün, weiß, rot oder gelb. Die kleinen Blüten sind funktional eingeschlechtig. Bei der Unterfamilie Carludovicoideae stehen die Blüten in spiralig angeordneten Gruppen dicht zusammen und eine weibliche Blüte ist von vier männlichen Blüten umgeben. Bei der Unterfamilie der Cyclanthoideae stehen die Blüten eines Geschlechtes meist in Wirteln zusammen.
Die eingeschlechtigen Blüten besitzen vier oder keine Blütenhüllblätter, die mehr oder weniger symmetrisch und frei oder verwachsen sind. Pro männlicher Blüte sind 10 bis 20 (selten bis 150) freie Staubblätter vorhanden. Die Staubfäden sind an ihrer Basis mehr oder weniger stark verwachsen und meist angeschwollen. Die basifixen Staubbeutel besitzen zwei Theken und sind tetrasporangiat. Die weiblichen Blüten besitzen vier Staminodien gegenüber der Blütenhüllblätter; sie sind pfriem-, wurm- oder fadenförmig, meist 3 bis 5 (1 bis 10) Zentimeter lang, weiß bis rot oder gelb, mit oder ohne rudimentäre Staubbeutel. In den weiblichen Blüte sind die vier Fruchtblätter zu unter bis halbunterständigen Fruchtknoten verwachsen mit 50 bis 150 (vielen) Samenanlagen. Die ursprünglich vier Teile des Griffels sind vollkommen bis ganz nach oben verwachsen oder teilweise bis vollkommen frei; aber immer sind vier Narben vorhanden. Die Bestäubung erfolgt durch Käfer (Entomophilie).

### Früchte und Samen
Die fleischigen Beeren bilden oft mit dem Kolben zusammen einen fleischigen Fruchtverband (synkarp). Die Samen können geflügelt (Stelestylis) sein. Je Frucht werden meist viele, kleine bis sehr große Samen gebildet. Die Samen von Cyclanthoideae enthalten Stärke und die von Carludovicioideae enthalten keine Stärke.

## Systematik und Verbreitung

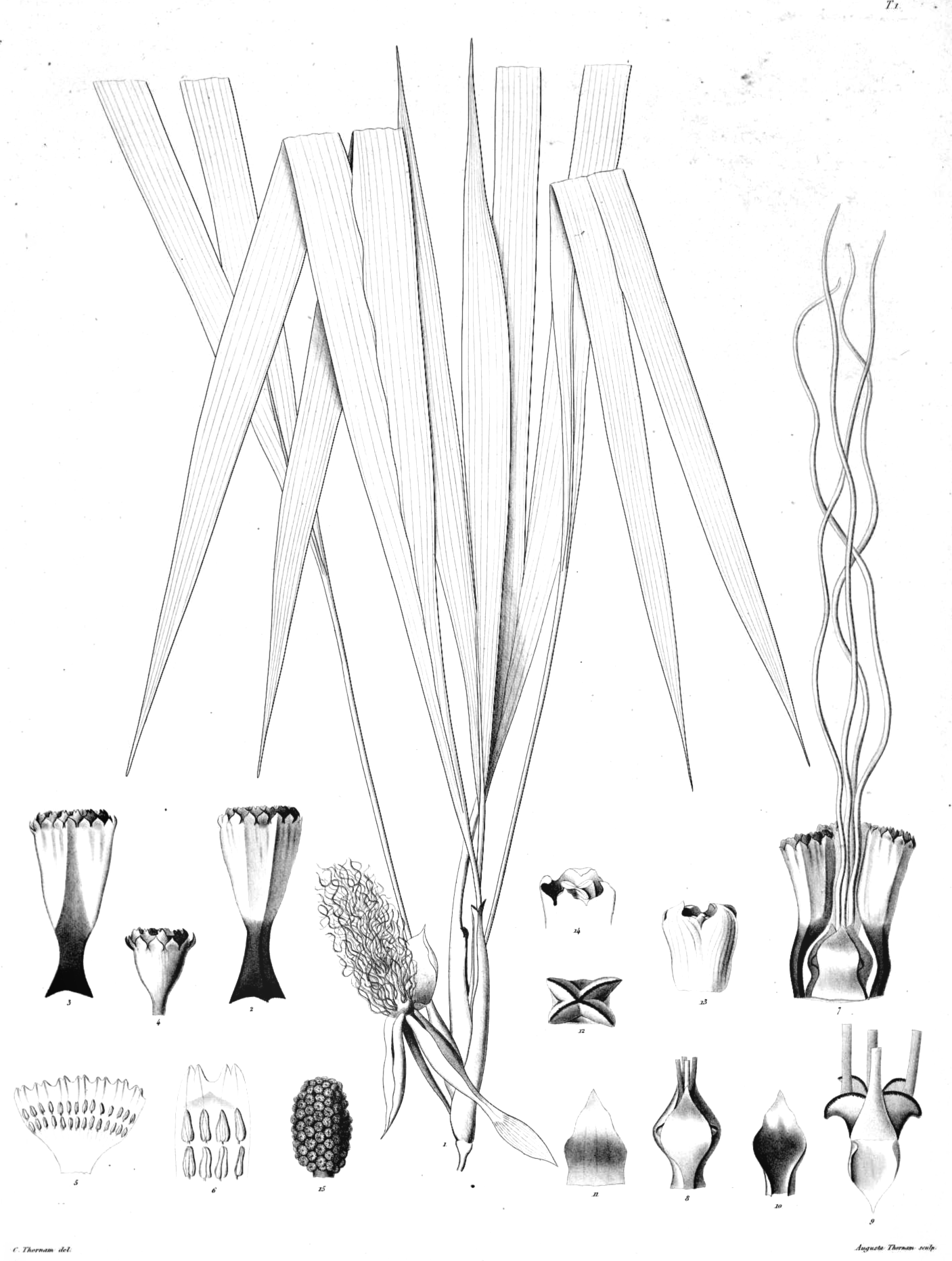
Illustration von Evodianthus funifer

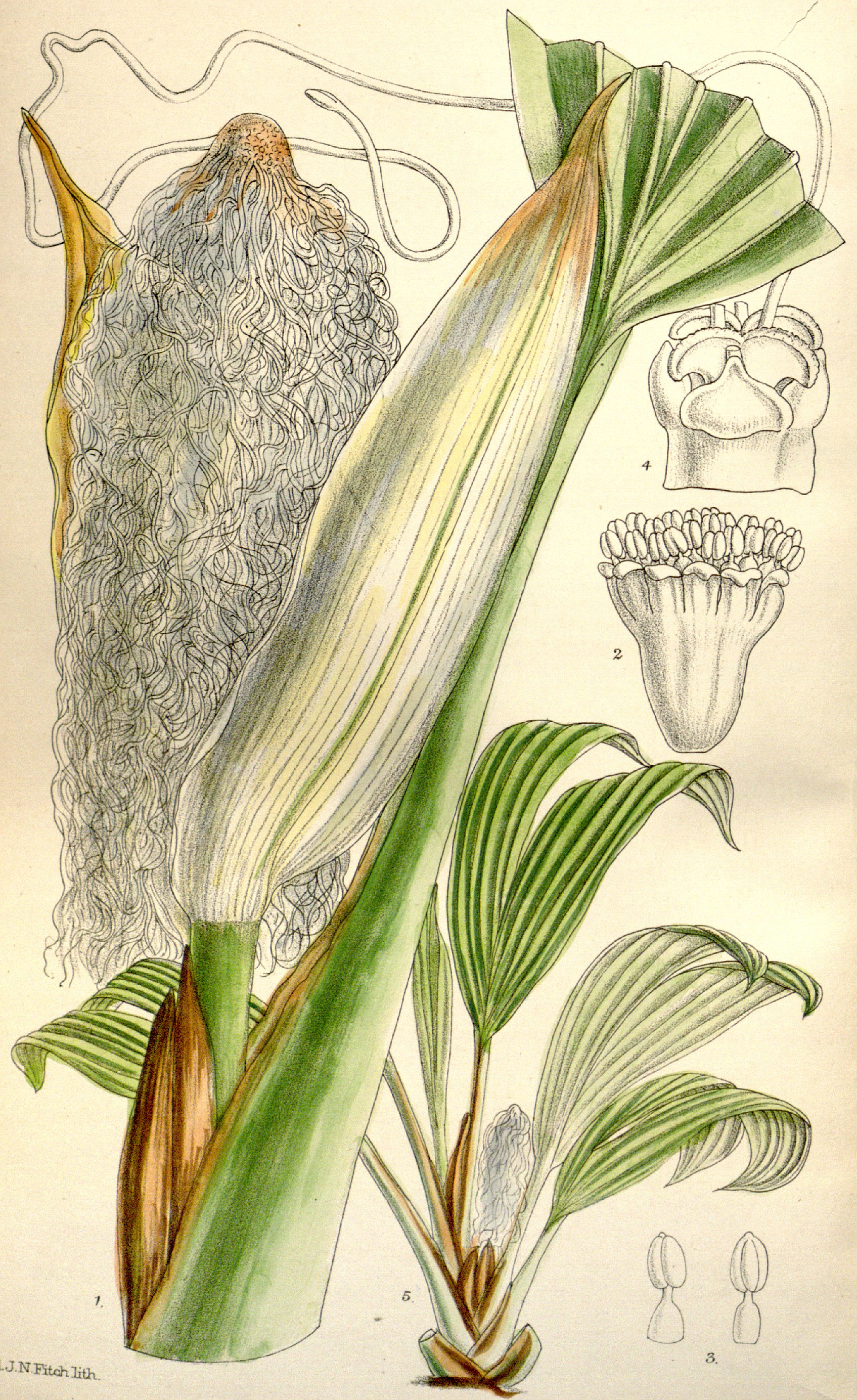
Illustration von Sphaeradenia laucheana

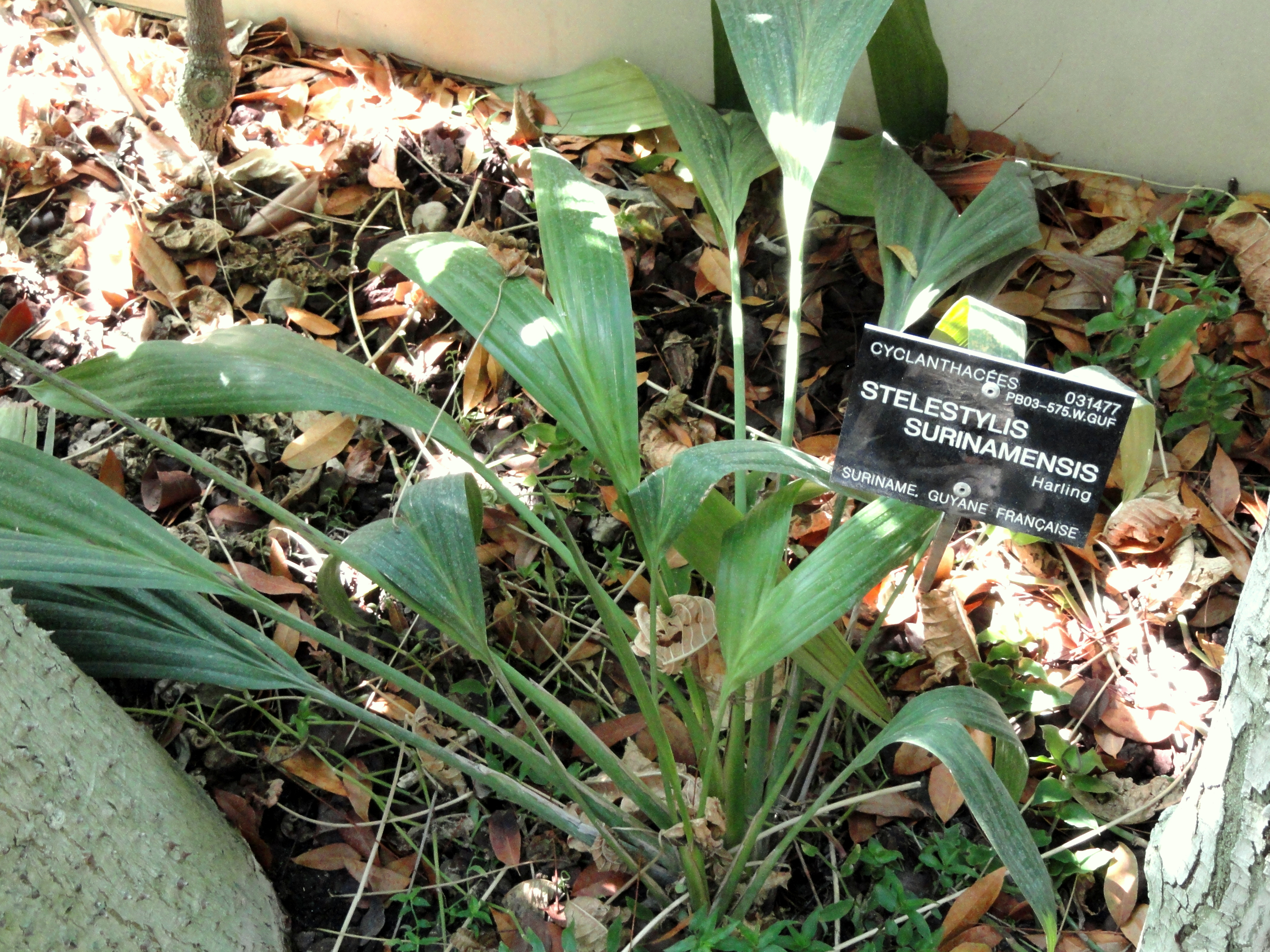
Die zweiteiligen, wedelförmigen Laubblätter von Stelestylis surinamensis

Die Verbreitung der Familie ist rein neotropisch.
Die ältesten Fossilien von Früchten und Samen, die man den Scheibenblumengewächsen zuordnen kann, beschrieb man als Cyclanthus messelensis. Sie wurden in Schichten des Mittleren Eozän der Grube Messel nahe Darmstadt gefunden und auf 47 Millionen Jahre vor heute datiert.
Der Familienname Cyclanthaceae wurde 1824 von Pierre Antoine Poiteau in Achille Richard: Dictionnaire classique d’histoire naturelle, 5, 222 erstveröffentlicht.
Die Familie der Scheibenblumengewächse (Cyclanthaceae) wird in zwei Unterfamilien mit zwölf Gattungen und etwa 224 Arten gegliedert:
- Cyclanthoideae: Mit nur einer Gattung:
  - Cyclanthus Poit.ex A.Rich.: Mit nur zwei Arten, die im tropischen Amerika vorkommen:
    - Scheibenblume (Cyclanthus bipartitus Poit.): Es ist eine ausdauernde krautige Pflanze mit palmenähnlichen, bifiden (nur zweiteiligen) Fächerblättern. Die Blüten sind stark reduziert (mit nur wenigen Blütenorganen). Von dieser Art sind Fälle von Kontaktdermatitis bekannt. Ihre Heimat reicht vom südlichen Mexiko bis zum nordwestlichen Bolivien und Brasilien und bis Französisch-Guayana und den Kleinen Antillen.[3]
    - Cyclanthus indivisus R.E.Schult.: Sie kommt in Panama und in Kolumbien vor.[3]
- Carludovicioideae: Es sind krautige Pflanzen oder Kletterpflanzen mit elf Gattungen und etwa 224 Arten:
  - Asplundia Harling: Mit etwa 100 Arten. Ihr Verbreitungsgebiet reicht von Mexiko bis ins tropische Amerika.[3]:
  - Carludovica Ruiz & Pav.: Mit vier Arten. Ihr Verbreitungsgebiet reicht vom südlichen Mexiko bis ins tropische Südamerika.[3] Auf den Kleinen Antillen kommen sie als Neophyten vor.[3]
  - Chorigyne R.Erikss.: Mit sieben Arten. Sie sind in Costa Rica und Panama beheimatet.[3]
  - Dianthoveus Hammel & Wilder: Mit der einzigen Art:
    - Dianthoveus cremnophilus Hammel & G.J.Wilder: Die Heimat reicht von Kolumbien bis ins nördliche Ecuador.[3]

  - Dicranopygium Harling: Mit etwa 54 Arten. Ihr Verbreitungsgebiet reicht vom südlichen Mexiko bis ins südliche Peru und Französisch-Guayana, außerdem bis zu den Kleinen Antillen.[3]
  - Evodianthus Oerst.: Mit der einzigen Art und vier Unterarten:
    - Evodianthus funifer (Poit.) Lindm.: Ihr Verbreitungsgebiet reicht vom südlichen Mexiko bis ins südliche Peru und zum östlichen Brasilien, außerdem zu den Kleinen Antillen.[3]

  - Ludovia Brongn.: Mit drei Arten. Ihr Verbreitungsgebiet reicht von Nicaragua bis ins zentrale Peru und Französisch-Guayana.[3]
  - Schultesiophytum Harling: Mit der einzigen Art:
    - Schultesiophytum chorianthum Harling: Die Heimat reicht vom südlichen Kolumbien bis Ecuador und bis ins zentrale Peru.[3]

  - Sphaeradenia Harling: Mit etwa 52 Arten. Ihr Verbreitungsgebiet reicht von südlichen Nicaragua bis ins westliche Bolivien und nördliche Brasilien.[3]
  - Stelestylis Drude: Mit vier Arten. Die Heimat reicht von Venezuela bis Französisch-Guayana und dem nördlichen Brasilien.[3]
  - Thoracocarpus Harling: Mit der einzigen Art:
    - Thoracocarpus bissectus (Vell.) Harling: Ihr Verbreitungsgebiet reicht von Costa Rica bis Bolivien und ins südöstliche Brasilien, außerdem zu den Kleinen Antillen und Kuba.[3]

## Bilder

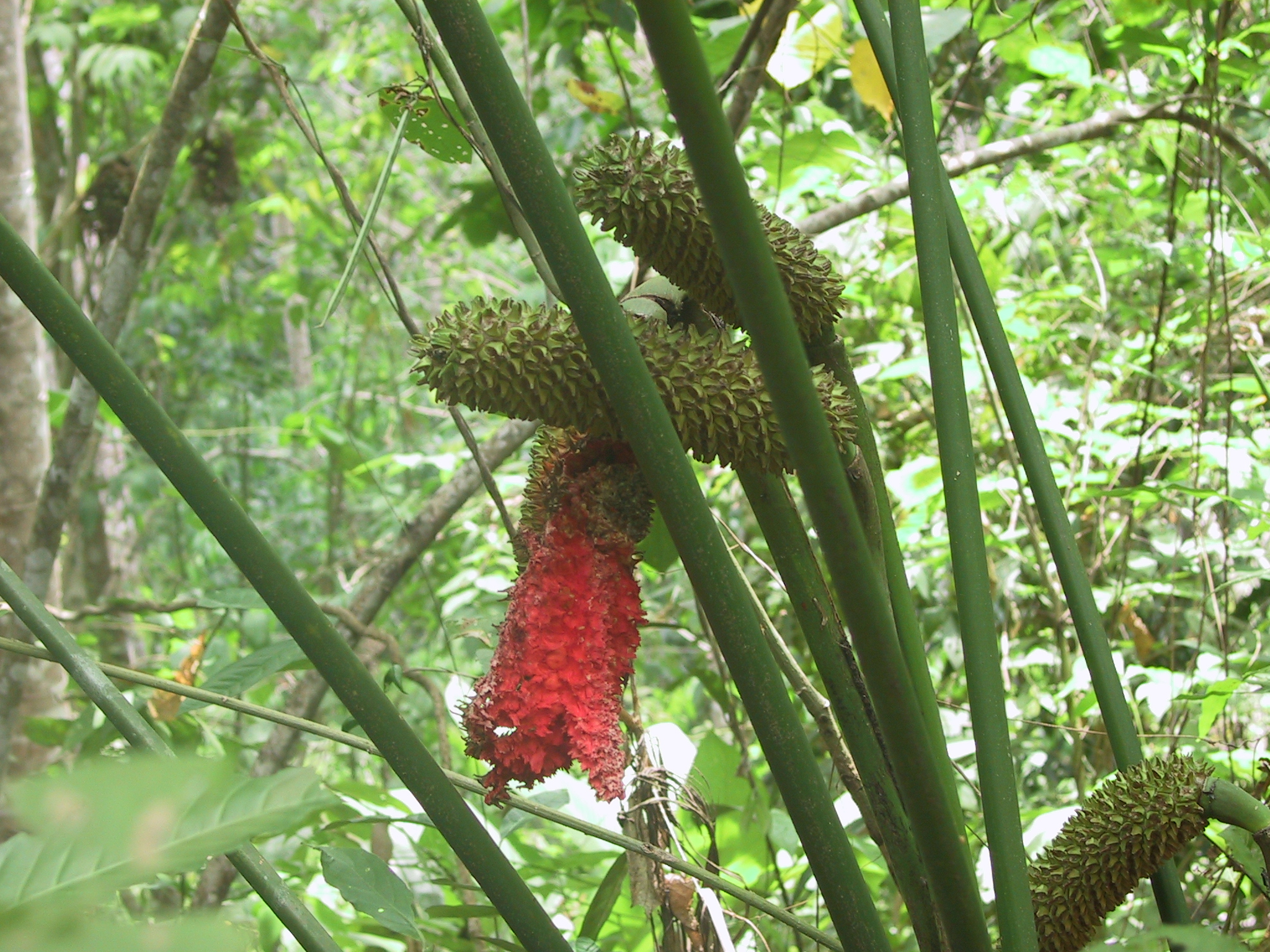
Fruchtstände von Carludovica drudei
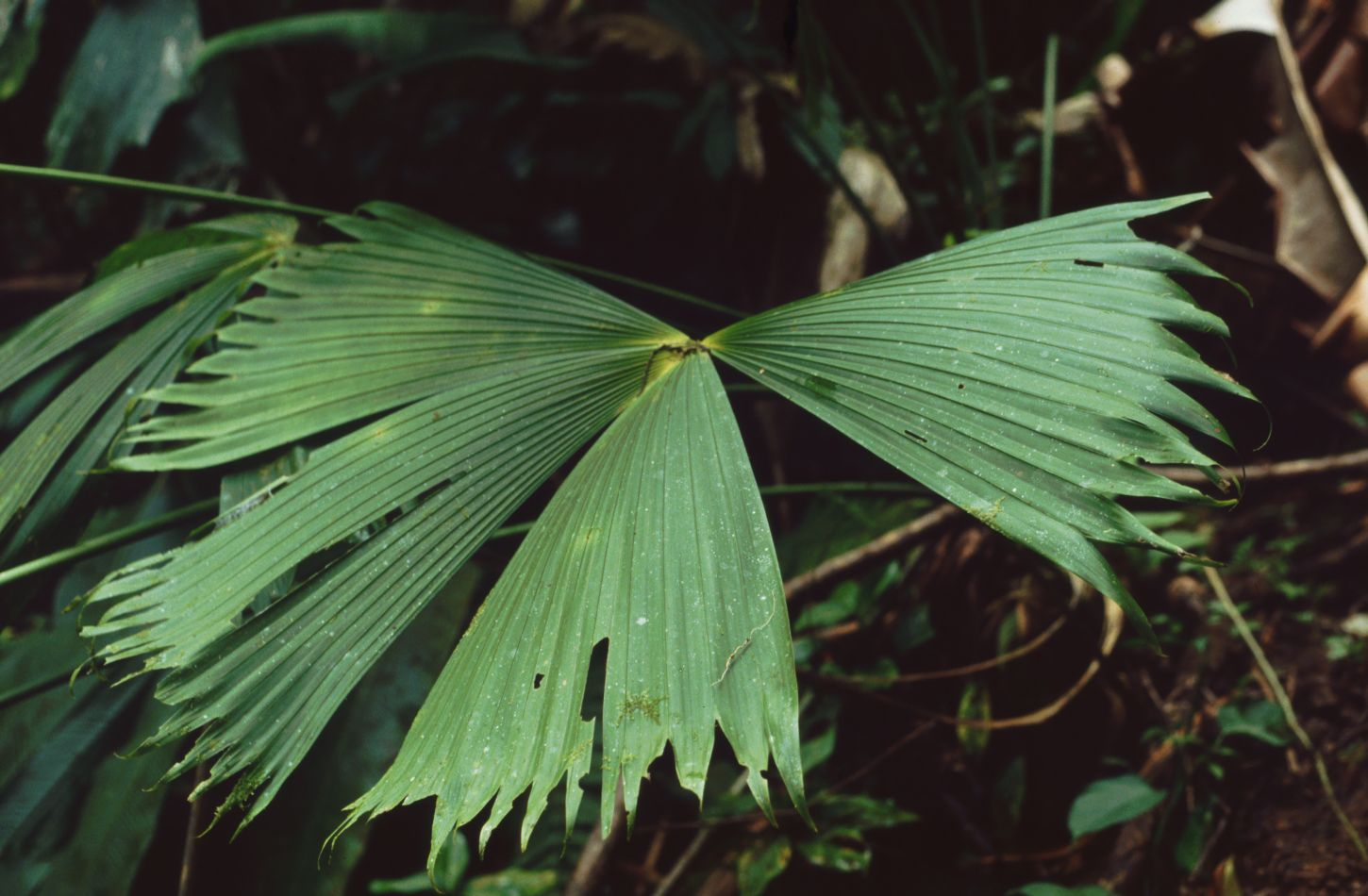
Fächerblatt von Carludovica rotundifolia
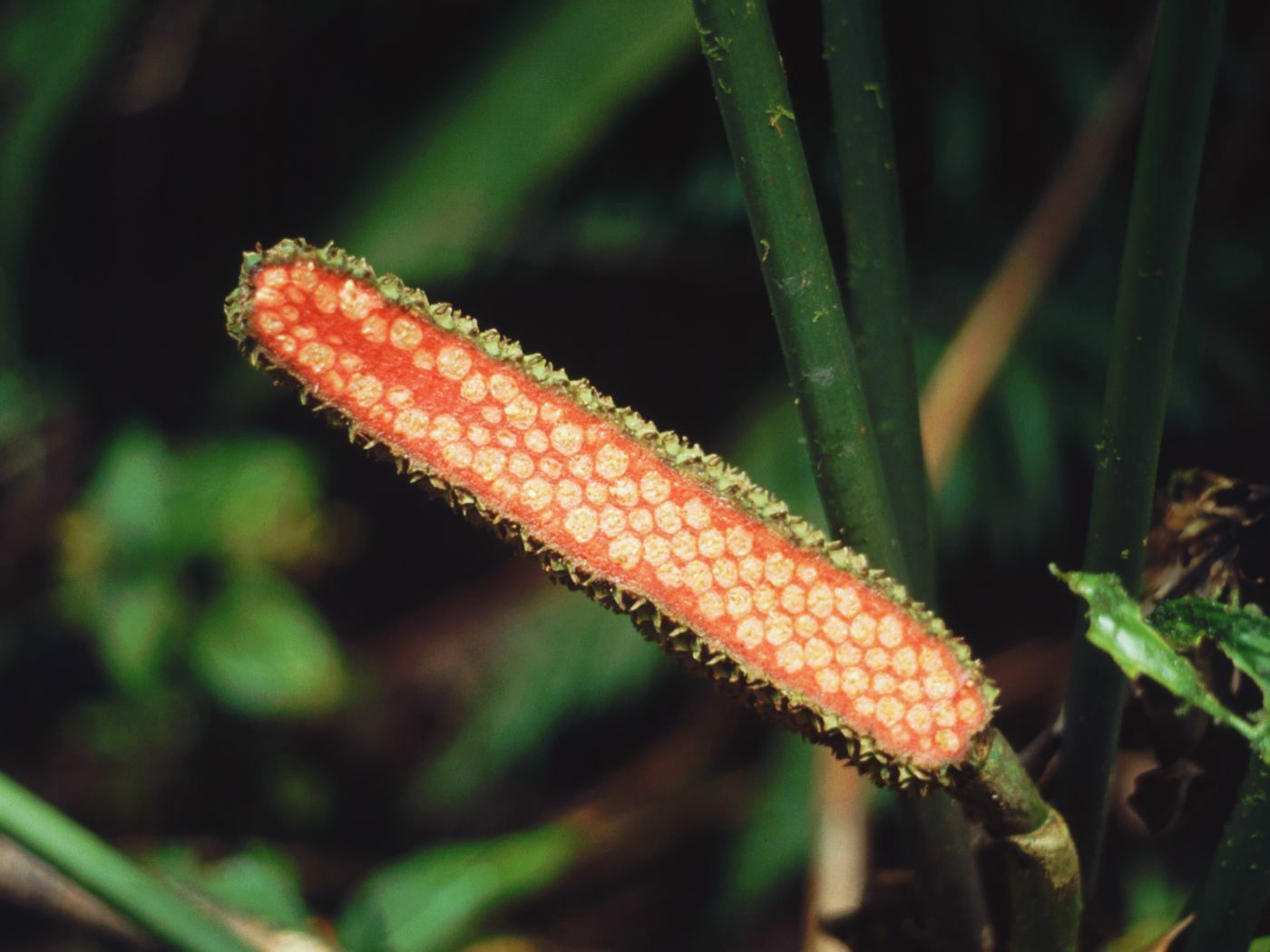
Carludovica rotundifolia, unreifer Fruchtkolben (Spadix), längs aufgeschnitten